# Mick Hughes
"Big" Mick Hughes, född i Birmingham 1960, är Metallicas ljudtekniker i livesammanhang sedan början på 1984. Tidigare jobbade han med bland andra Judas Priest.